# Warrumbungle Range
Die Warrumbungle Range, auch Warrumbungles oder Warrumbungle-Liverpool Basalt Ranges genannt, ist ein Bergland im nördlichen New South Wales, Australien. Es erstreckt sich über 130 km in nordwestlicher Richtung und ist vulkanischen Ursprungs. Der Name Warrumbungle stammt von den Aborigines und bedeutet „krumme Berge“.

## Lage
Der nächstgelegene Ort ist Coonabarabran. Er kann über den Newell Highway erreicht werden, der Melbourne mit Brisbane verbindet.

## Geschichte
Tausende von Jahren vor der europäischen Kolonisation kamen drei Stämme der Aborigines in dieses Gebiet, die Kamilaroi, Wiradjuri und Weilan, die sich durch ihre Sprachen unterschieden. Belege über ihr Vorhandensein in den Warrumbungles sind Steinsplitter, die sie hinterließen, als sie ihre Steinbeile herstellten. 
Der erste Europäer, der 1818 in dieses Gebiet vordrang, war der Entdecker John Oxley auf seiner zweiten Expedition ins Inland. Er nannte das Bergland Arbuthnots Range; allerdings überdauerte der Name die Zeit nicht und der ursprüngliche Name der Aborigines setzte sich durch. Bald nach Oxley kamen europäische Siedler, die allerdings lediglich die Täler und die niederen Hänge rodeten und sie als Weideland nutzten. Hiervon zeugen alte Zäune, einige Ruinen und Fundamente von Gebäuden und Hütten im Warrumbungle-Nationalpark.

## Geologie
Der Untergrund der Vulkane entstand vor 180 Millionen Jahren, als dort ein See lag und sich Sedimente ablagerten, die durch Diagenese zu Sandstein verfestigt wurden. Dieser Sandstein wird Pilliga sandstone genannt.
Das Bergland besteht im Wesentlichen aus stark erodierten Schildvulkanen, die vor 18 bis 15 Millionen Jahren aktiv waren und sich auf dem Sandstein bildeten. Die Schildvulkane entstanden durch zahlreiche Vulkanausbrüche über lange Zeiträume.

## Bergwelt

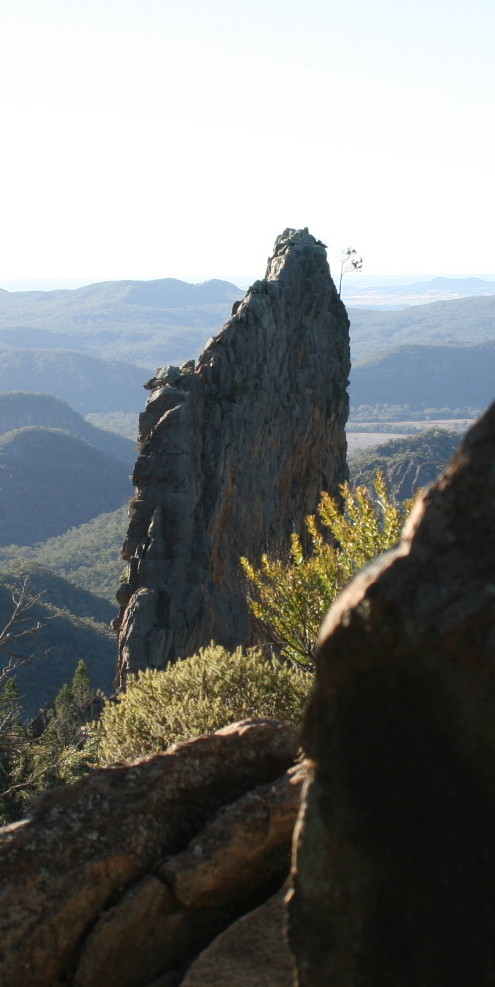
Breadknife aus Basalt

Im Warrumbungle-Gebiet befinden sich zahlreiche Berge wie Belougery Spire, Belougery Split Rock, Crater Bluff, Bluff Mountain, Breadknife (Brotmesser) und Mount Exmouth. Breadknife ist ein vulkanisches Ganggestein, eine fast senkrecht freistehende Gesteinsmauer mit einer Höhe von fast 100 m, was sehr selten ist. 
Durch das Berggebiet führt ein Netz von Wanderwegen. Seit den 1930er Jahren wird das Berggebiet von Wanderern und Bergsteigern aufgesucht.